# 베티 후
베티 후(Betty Who, 1991년 10월 5일 ~ )는 오스트레일리아의 싱어송라이터이다.

## 음반 목록
- Take Me When You Go (2014)
- The Valley (2017)
- Betty (2019)